# Петер Нільсон
Нільс Петер Герман Нільсон (народився 17 жовтня 1937 року, парафія Несбю, повіт Йончепінг - 8 березня 1998 року, Скерплінге, повіт Уппсала) - шведський астроном, письменник, автор науково-популярної та художньої літератури.

## Життєпис
Пітер Нільсон народився в Несбю, округ Єнчепінг і в ранньому підлітковому віці був фермером. Але розвиток науки та слава великих людней, таких, як Дарвін і Ейнштейн, справила на нього враження. Це призвело до того, що він вступив і до реальної школи, а потім заочно і до середньої школи. На початку 1960-х років Нільсон в Упсальському університеті вивчає спочатку математику, потім теоретичну фізику, естетику, історію ідей та навчання та астрономію.
У 1962 році Нільсон отримав ступінь бакалавра, а 1967 році - ступінь ліценціата. У 1964 році він почав працювати в астрономічній обсерваторії Уппсали, де у 1965–1977 роках він був асистентом. У 1974 році Нільсон став доктором філософії і доцентом з астрономії. У своїй докторській дисертації «Про орієнтацію галактик у просторі» він запропонував нову каталогізацію галактик. Через три роки, щоб стати письменником він залишив обсерваторію. Його дуже вичерпний каталог галактик, Уппсальський загальний каталог галактик (UGC), тепер є стандартною роботою в галузі дослідження галактик і зробив його ім’я відомим серед астрономів у всьому світі.
У 1972–1977 роках Нільсон був членом Шведського національного комітету з астрономії, а в 1973 році він став членом Міжнародного астрономічного союзу. У 1993 році Пітер Нільсон був обраний до Королівської шведської академії наук, а на момент своєї смерті також був членом Академії Смоланда.
Протягом багатьох років Пітер Нільсон був співавтором радіопрограми Svar idag, де відповідав на запитання радіослухачів про астрономію. В останні роки він також був постійним колумністом у газеті Metro.

## Авторство
З 1977 року Пітер Нільсон був постійним автором творів галузі природничих наук, історії наук та наукової фантастики. 
Як письменник-фантаст він дебютував у 1979 році з романом Trollkarlen і досяг свого прориву з Ковчегом (1982). Цей роман є своєрідною історією створення, де головний герой починає подорож у Ковчезі на початку часів. Згодом ковчег перетворюється на космічний корабель, який продовжує подорож у майбутнє. Це подорож від зародження Землі до смерті Всесвіту.
Кілька романів Пітера Нільсона, у тому числі Guldspiken (1985), написані у так званому магічному реалізмі, тобто в принципово реалістичній історії є магічні елементи.
У своїх збірках есе «Mitt i labyrinten» (1983), «Starways» (1991), «Space Light» (1992) та інших, а також у своїй художній літературі він прагнув подолати прірву між природничими та гуманітарними науками. Наприклад, чудовим джерелом натхнення для нього була «Гра в бісер» Германа Гессе.
Остання книга Нільсона, опублікована за його життя, Старе село, перевернула перспективу і є зображенням рідного села Нільсона Меклехулт в парафії Гелмсерид та його історії. У надзвичайно локальному Нільсон бачить універсальне: анонімні люди, які з’являються в історії села Смоланд, є більш типовими для великої кількості людей, ніж кілька королів і правителів, на яких зосереджується історія.

## Призи та нагороди
- 1985 – літературна премія газети "Свенска Деґблатед"
- 1985 – літературна премія мережі книготоргівлі Лундеквіста
- 1986 – Премія Гаррі Мартінсона
- 1992 – Премія Овраліда
- 1993 – Культурна премія Nature & Culture

## Подальше читання
- Eldelin, Emma (2009). "Essäisten som generalist: Författarroller och offentlig auktoritet hos tre samtida essäister". Ingår i: Tidskrift för litteraturvetenskap, ISSN 1104-0556, E-ISSN 2001-094X,  Vol. 39, nr 3-4, sid 81-92
- Hidal, Sten (2007). "Påven, matematiken och världsrymden" i Fredrika Bremer hos påven och andra essayer. Artos. ISBN 978-91-7580-350-0 Libris 10650768
- Sollerman, Jesper (2019). "Peter Nilson" på Svenska astronomiska sällskapet 100 år

## Зовнішні посилання
- Peter Nilsons egen hemsida (1997) från Internet Archive
- Peter Nilson-sällskapet
- Peter Nilson – kort biografi på kosmologika.net